# Draft NFL 2015
Il Draft NFL 2015 è l'80ª edizione delle selezioni dei migliori giocatori provenienti dal college da parte delle franchigie della National Football League (NFL).  Il 17 luglio 2014, il commissioner Roger Goodell annunciò che il luogo sarebbe stato spostato dal Radio City Music Hall di New York City a Chicago o Los Angeles. Il 2 ottobre 2014, l'Auditorium Theatre di Chicago fu annunciato come locazione ufficiale.

## Scelte

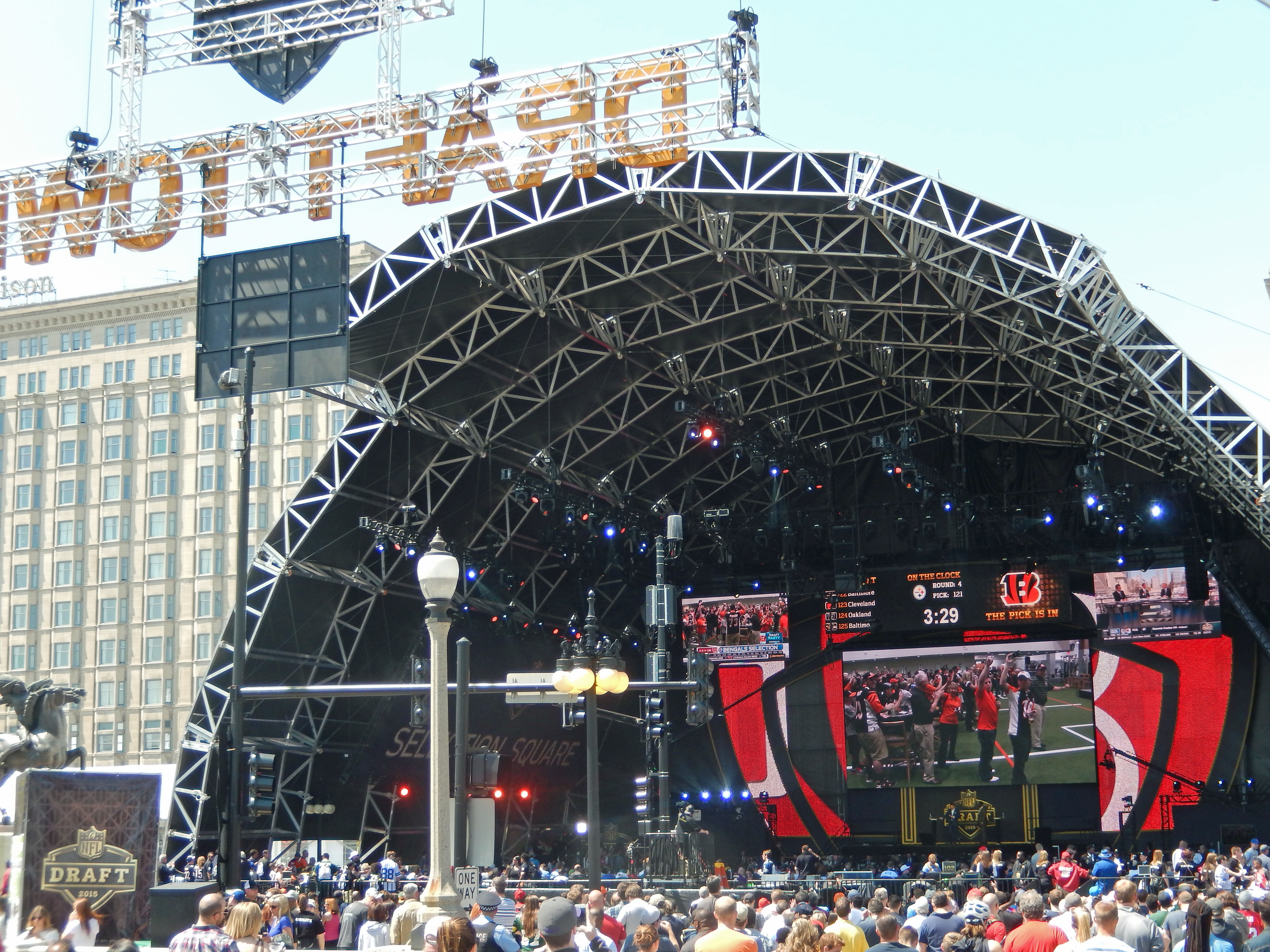
La "Selection Square" nel Congress Plaza a Grant Park

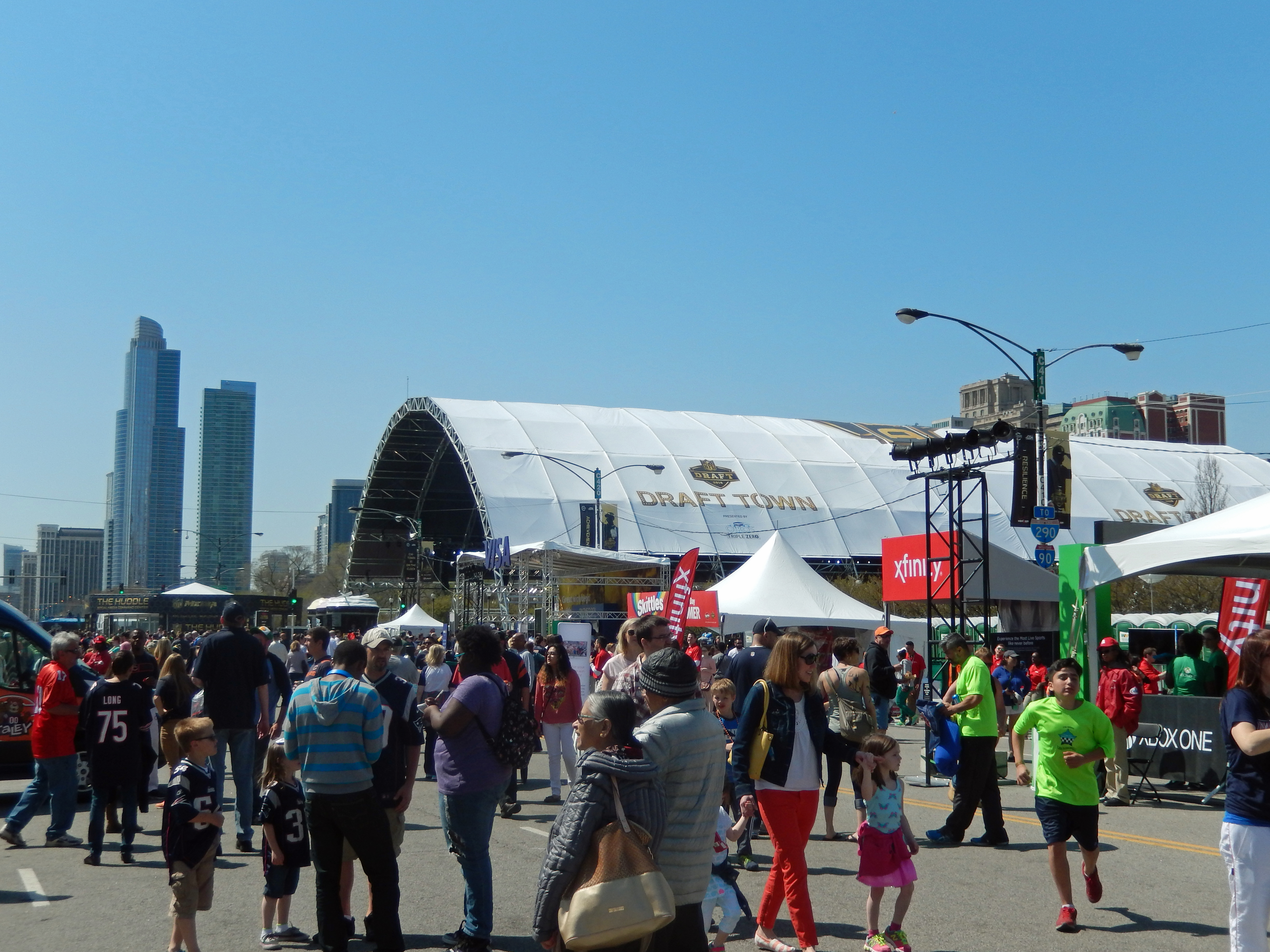
La "Draft Town" a Grant Park

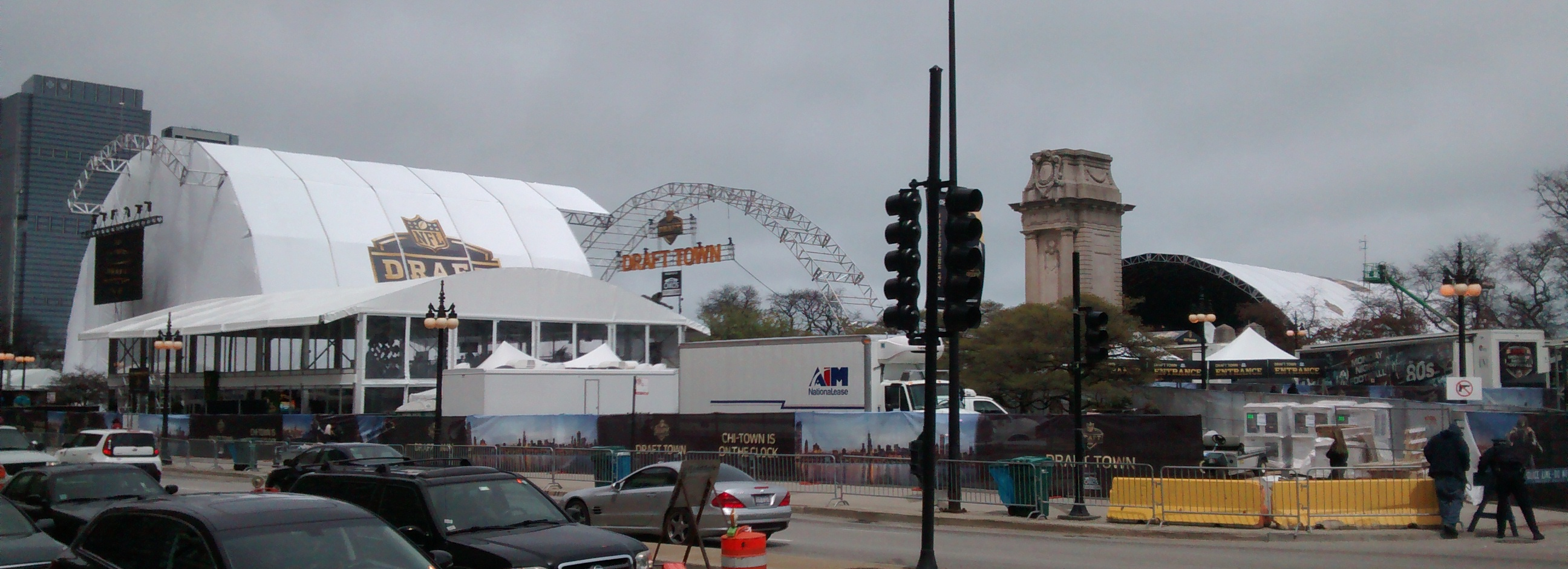
Draft Town e Selection Square viste da Michigan Avenue

| C  | Centro            |    | CB               | Cornerback |                  | DB | Defensive back    |  | DE | Defensive end |
| DL | Defensive lineman | DT | Defensive tackle | FB         | Fullback         | FS | Free safety       |  |    |               |
| G  | Guardia           | HB | Halfback         | K          | Placekicker      | KR | Kick returner     |  |    |               |
| LB | Linebacker        | LS | Long snapper     | OT         | Offensive tackle | OL | Offensive lineman |  |    |               |
| NT | Nose tackle       | P  | Punter           | PR         | Punt returner    | QB | Quarterback       |  |    |               |
| RB | Running back      | S  | Safety           | SS         | Strong safety    | TB | Tailback          |  |    |               |
| TE | Tight end         | WR | Wide receiver    |            |                  |    |                   |  |    |               |

|  | = Pro Bowler |

|  | Giro | Scelta | Squadra              | Giocatore            | Ruolo | College             | Conference     |  |
|  | ---- | ------ | -------------------- | -------------------- | ----- | ------------------- | -------------- |  |
|  | 1    | 1      | Tampa Bay Buccaneers | Jameis Winston       | QB    | Florida State       | ACC            |  |
|  | 1    | 2      | Tennessee Titans     | Marcus Mariota       | QB    | Oregon              | Pac-12         |  |
|  | 1    | 3      | Jacksonville Jaguars | Dante Fowler Jr.     | DE    | Florida             | SEC            |  |
|  | 1    | 4      | Oakland Raiders      | Amari Cooper         | WR    | Alabama             | SEC            |  |
|  | 1    | 5      | Washington Redskins  | Brandon Scherff      | OT    | Iowa                | Big Ten        |  |
|  | 1    | 6      | New York Jets        | Leonard Williams     | DE    | USC                 | Pac-12         |  |
|  | 1    | 7      | Chicago Bears        | Kevin White          | WR    | West Virginia       | Big 12         |  |
|  | 1    | 8      | Atlanta Falcons      | Vic Beasley          | OLB   | Clemson             | ACC            |  |
|  | 1    | 9      | New York Giants      | Ereck Flowers        | OT    | Miami               | ACC            |  |
|  | 1    | 10     | St. Louis Rams       | Todd Gurley          | RB    | Georgia             | SEC            |  |
|  | 1    | 11     | Minnesota Vikings    | Trae Waynes          | CB    | Michigan State      | Big Ten        |  |
|  | 1    | 12     | Cleveland Browns     | Danny Shelton        | DT    | Washington          | Pac-12         |  |
|  | 1    | 13     | New Orleans Saints   | Andrus Peat          | OT    | Stanford            | Pac-12         |  |
|  | 1    | 14     | Miami Dolphins       | DeVante Parker       | WR    | Louisville          | ACC            |  |
|  | 1    | 15     | San Diego Chargers   | Melvin Gordon        | RB    | Wisconsin           | Big Ten        |  |
|  | 1    | 16     | Houston Texans       | Kevin Johnson        | CB    | Wake Forest         | ACC            |  |
|  | 1    | 17     | San Francisco 49ers  | Arik Armstead        | DE    | Oregon              | Pac-12         |  |
|  | 1    | 18     | Kansas City Chiefs   | Marcus Peters        | CB    | Washington          | Pac-12         |  |
|  | 1    | 19     | Cleveland Browns     | Cameron Erving       | OL    | Florida State       | ACC            |  |
|  | 1    | 20     | Philadelphia Eagles  | Nelson Agholor       | WR    | USC                 | Pac-12         |  |
|  | 1    | 21     | Cincinnati Bengals   | Cedric Ogbuehi       | OT    | Texas A&M           | SEC            |  |
|  | 1    | 22     | Pittsburgh Steelers  | Bud Dupree           | OLB   | Kentucky            | SEC            |  |
|  | 1    | 23     | Denver Broncos       | Shane Ray            | DE    | Missouri            | SEC            |  |
|  | 1    | 24     | Arizona Cardinals    | D.J. Humphries       | OT    | Florida             | SEC            |  |
|  | 1    | 25     | Carolina Panthers    | Shaq Thompson        | OLB   | Washington          | Pac-12         |  |
|  | 1    | 26     | Baltimore Ravens     | Breshad Perriman     | WR    | UCF                 | The American   |  |
|  | 1    | 27     | Dallas Cowboys       | Byron Jones          | CB    | Connecticut         | The American   |  |
|  | 1    | 28     | Detroit Lions        | Laken Tomlinson      | G     | Duke                | ACC            |  |
|  | 1    | 29     | Indianapolis Colts   | Phillip Dorsett      | WR    | Miami               | ACC            |  |
|  | 1    | 30     | Green Bay Packers    | Damarious Randall    | S     | Arizona State       | Pac-12         |  |
|  | 1    | 31     | New Orleans Saints   | Stephone Anthony     | LB    | Clemson             | ACC            |  |
|  | 1    | 32     | New England Patriots | Malcom Brown         | DT    | Texas               | Big 12         |  |
|  | 2    | 33     | New York Giants      | Landon Collins       | S     | Alabama             | SEC            |  |
|  | 2    | 34     | Tampa Bay Buccaneers | Donovan Smith        | OT    | Penn State          | Big Ten        |  |
|  | 2    | 35     | Oakland Raiders      | Mario Edwards Jr.    | DE    | Florida State       | ACC            |  |
|  | 2    | 36     | Jacksonville Jaguars | T.J. Yeldon          | RB    | Alabama             | SEC            |  |
|  | 2    | 37     | New York Jets        | Devin Smith          | WR    | Ohio State          | Big Ten        |  |
|  | 2    | 38     | Washington Redskins  | Preston Smith        | DE    | Mississippi State   | SEC            |  |
|  | 2    | 39     | Chicago Bears        | Eddie Goldman        | DT    | Florida State       | ACC            |  |
|  | 2    | 40     | Tennessee Titans     | Dorial Green-Beckham | WR    | Missouri            | SEC            |  |
|  | 2    | 41     | Carolina Panthers    | Devin Funchess       | WR    | Michigan            | Big Ten        |  |
|  | 2    | 42     | Atlanta Falcons      | Jalen Collins        | CB    | LSU                 | SEC            |  |
|  | 2    | 43     | Houston Texans       | Benardrick McKinney  | ILB   | Mississippi State   | SEC            |  |
|  | 2    | 44     | New Orleans Saints   | Hau'oli Kikaha       | OLB   | Washington          | Pac-12         |  |
|  | 2    | 45     | Minnesota Vikings    | Eric Kendricks       | ILB   | UCLA                | Pac-12         |  |
|  | 2    | 46     | San Francisco 49ers  | Jaquiski Tartt       | S     | Samford             | SoCon          |  |
|  | 2    | 47     | Philadelphia Eagles  | Eric Rowe            | CB    | Utah                | Pac-12         |  |
|  | 2    | 48     | San Diego Chargers   | Denzel Perryman      | ILB   | Miami               | ACC            |  |
|  | 2    | 49     | Kansas City Chiefs   | Mitch Morse          | G     | Missouri            | SEC            |  |
|  | 2    | 50     | Buffalo Bills        | Ronald Darby         | CB    | Florida State       | ACC            |  |
|  | 2    | 51     | Cleveland Browns     | Nate Orchard         | DE    | Utah                | Pac-12         |  |
|  | 2    | 52     | Miami Dolphins       | Jordan Phillips      | DT    | Oklahoma            | Big 12         |  |
|  | 2    | 53     | Cincinnati Bengals   | Jake Fisher          | OT    | Oregon              | Pac-12         |  |
|  | 2    | 54     | Detroit Lions        | Ameer Abdullah       | RB    | Nebraska            | Big Ten        |  |
|  | 2    | 55     | Baltimore Ravens     | Maxx Williams        | TE    | Minnesota           | Big Ten        |  |
|  | 2    | 56     | Pittsburgh Steelers  | Senquez Golson       | CB    | Mississippi         | SEC            |  |
|  | 2    | 57     | St. Louis Rams       | Rob Havenstein       | OT    | Wisconsin           | Big Ten        |  |
|  | 2    | 58     | Arizona Cardinals    | Markus Golden        | DE    | Missouri            | SEC            |  |
|  | 2    | 59     | Denver Broncos       | Ty Sambrailo         | OT    | Colorado State      | MWC            |  |
|  | 2    | 60     | Dallas Cowboys       | Randy Gregory        | OLB   | Nebraska            | Big Ten        |  |
|  | 2    | 61     | Tampa Bay Buccaneers | Ali Marpet           | C     | Hobart              | Liberty League |  |
|  | 2    | 62     | Green Bay Packers    | Quinten Rollins      | CB    | Miami (OH)          | MAC            |  |
|  | 2    | 63     | Seattle Seahawks     | Frank Clark          | DE    | Michigan            | Big Ten        |  |
|  | 2    | 64     | New England Patriots | Jordan Richards      | S     | Stanford            | Pac-12         |  |
|  | 3    | 65     | Indianapolis Colts   | D'Joun Smith         | CB    | Florida Atlantic    | C-USA          |  |
|  | 3    | 66     | Tennessee Titans     | Jeremiah Poutasi     | G     | Utah                | Pac-12         |  |
|  | 3    | 67     | Jacksonville Jaguars | A.J. Cann            | G     | South Carolina      | SEC            |  |
|  | 3    | 68     | Oakland Raiders      | Clive Walford        | TE    | Miami               | ACC            |  |
|  | 3    | 69     | Seattle Seahawks     | Tyler Lockett        | WR    | Kansas State        | Big 12         |  |
|  | 3    | 70     | Houston Texans       | Jaelen Strong        | WR    | Arizona State       | Pac-12         |  |
|  | 3    | 71     | Chicago Bears        | Hroniss Grasu        | C     | Oregon              | Pac-12         |  |
|  | 3    | 72     | St. Louis Rams       | Jamon Brown          | OT    | Louisville          | ACC            |  |
|  | 3    | 73     | Atlanta Falcons      | Tevin Coleman        | RB    | Indiana             | Big Ten        |  |
|  | 3    | 74     | New York Giants      | Owa Odighizuwa       | DE    | UCLA                | Pac-12         |  |
|  | 3    | 75     | New Orleans Saints   | Garrett Grayson      | QB    | Colorado State      | MWC            |  |
|  | 3    | 76     | Kansas City Chiefs   | Chris Conley         | WR    | Georgia             | SEC            |  |
|  | 3    | 77     | Cleveland Browns     | Duke Johnson         | RB    | Miami               | ACC            |  |
|  | 3    | 78     | New Orleans Saints   | P.J. Williams        | CB    | Florida State       | ACC            |  |
|  | 3    | 79     | San Francisco 49ers  | Eli Harold           | DE    | Virginia            | ACC            |  |
|  | 3    | 80     | Detroit Lions        | Alex Carter          | CB    | Stanford            | Pac-12         |  |
|  | 3    | 81     | Buffalo Bills        | John Miller          | G     | Louisville          | ACC            |  |
|  | 3    | 82     | New York Jets        | Lorenzo Mauldin      | LB    | Louisville          | ACC            |  |
|  | 3    | 83     | San Diego Chargers   | Craig Mager          | CB    | Texas State         | Sun Belt       |  |
|  | 3    | 84     | Philadelphia Eagles  | Jordan Hicks         | LB    | Texas               | Big 12         |  |
|  | 3    | 85     | Cincinnati Bengals   | Tyler Kroft          | TE    | Rutgers             | Big Ten        |  |
|  | 3    | 86     | Arizona Cardinals    | David Johnson        | RB    | Northern Iowa       | MVFC           |  |
|  | 3    | 87     | Pittsburgh Steelers  | Sammie Coates        | WR    | Auburn              | SEC            |  |
|  | 3    | 88     | Minnesota Vikings    | Danielle Hunter      | DE    | LSU                 | SEC            |  |
|  | 3    | 89     | St. Louis Rams       | Sean Mannion         | QB    | Oregon State        | Pac-12         |  |
|  | 3    | 90     | Baltimore Ravens     | Carl Davis           | DT    | Iowa                | Big Ten        |  |
|  | 3    | 91     | Dallas Cowboys       | Chaz Green           | OT    | Florida             | SEC            |  |
|  | 3    | 92     | Denver Broncos       | Jeff Heuerman        | TE    | Ohio State          | Big Ten        |  |
|  | 3    | 93     | Indianapolis Colts   | Henry Anderson       | DE    | Stanford            | Pac-12         |  |
|  | 3    | 94     | Green Bay Packers    | Ty Montgomery        | WR    | Stanford            | Pac-12         |  |
|  | 3    | 95     | Washington Redskins  | Matt Jones           | RB    | Florida             | SEC            |  |
|  | 3    | 96     | Cleveland Browns     | Xavier Cooper        | DT    | Washington State    | Pac-12         |  |
|  | 3    | 97     | New England Patriots | Geneo Grissom        | DE    | Oklahoma            | Big 12         |  |
|  | 3    | 98     | Kansas City Chiefs   | Steven Nelson        | CB    | Oregon State        | Pac-12         |  |
|  | 3    | 99     | Cincinnati Bengals   | Paul Dawson          | LB    | TCU                 | Big 12         |  |
|  | 4    | 100    | Tennessee Titans     | Angelo Blackson      | DT    | Auburn              | SEC            |  |
|  | 4    | 101    | New England Patriots | Trey Flowers         | DE    | Arkansas            | SEC            |  |
|  | 4    | 102    | Carolina Panthers    | Daryl Williams       | OT    | Oklahoma            | Big 12         |  |
|  | 4    | 103    | New York Jets        | Bryce Petty          | QB    | Baylor              | Big 12         |  |
|  | 4    | 104    | Jacksonville Jaguars | James Sample         | S     | Louisville          | ACC            |  |
|  | 4    | 105    | Washington Redskins  | Jamison Crowder      | WR    | Duke                | ACC            |  |
|  | 4    | 106    | Chicago Bears        | Jeremy Langford      | RB    | Michigan State      | Big Ten        |  |
|  | 4    | 107    | Atlanta Falcons      | Justin Hardy         | WR    | East Carolina       | The American   |  |
|  | 4    | 108    | Tennessee Titans     | Jalston Fowler       | FB    | Alabama             | SEC            |  |
|  | 4    | 109    | Indianapolis Colts   | Clayton Geathers     | S     | UCF                 | The American   |  |
|  | 4    | 110    | Minnesota Vikings    | T.J. Clemmings       | OT    | Pittsburgh          | ACC            |  |
|  | 4    | 111    | New England Patriots | Tre' Jackson         | G     | Florida State       | ACC            |  |
|  | 4    | 112    | Washington Redskins  | Arie Kouandjio       | G     | Alabama             | SEC            |  |
|  | 4    | 113    | Detroit Lions        | Gabe Wright          | DT    | Auburn              | SEC            |  |
|  | 4    | 114    | Miami Dolphins       | Jamil Douglas        | G     | Arizona State       | Pac-12         |  |
|  | 4    | 115    | Cleveland Browns     | Ibraheim Campbell    | S     | Northwestern        | Big Ten        |  |
|  | 4    | 116    | Arizona Cardinals    | Rodney Gunter        | DT    | Delaware State      | MEAC           |  |
|  | 4    | 117    | San Francisco 49ers  | Blake Bell           | TE    | Oklahoma            | Big 12         |  |
|  | 4    | 118    | Kansas City Chiefs   | Ramik Wilson         | LB    | Georgia             | SEC            |  |
|  | 4    | 119    | St. Louis Rams       | Andrew Donnal        | OT    | Iowa                | Big Ten        |  |
|  | 4    | 120    | Cincinnati Bengals   | Josh Shaw            | CB    | USC                 | Pac-12         |  |
|  | 4    | 121    | Pittsburgh Steelers  | Doran Grant          | CB    | Ohio State          | Big Ten        |  |
|  | 4    | 122    | Baltimore Ravens     | Za'Darius Smith      | DE    | Kentucky            | SEC            |  |
|  | 4    | 123    | Cleveland Browns     | Vince Mayle          | WR    | Washington State    | Pac-12         |  |
|  | 4    | 124    | Tampa Bay Buccaneers | Kwon Alexander       | LB    | LSU                 | SEC            |  |
|  | 4    | 125    | Baltimore Ravens     | Javorius Allen       | RB    | USC                 | Pac-12         |  |
|  | 4    | 126    | San Francisco 49ers  | Mike Davis           | RB    | South Carolina      | SEC            |  |
|  | 4    | 127    | Dallas Cowboys       | Damien Wilson        | LB    | Minnesota           | Big Ten        |  |
|  | 4    | 128    | Oakland Raiders      | Jon Feliciano        | OL    | Miami               | ACC            |  |
|  | 4    | 129    | Green Bay Packers    | Jake Ryan            | LB    | Michigan            | Big Ten        |  |
|  | 4    | 130    | Seattle Seahawks     | Terry Poole          | OT    | San Diego State     | MWC            |  |
|  | 4    | 131    | New England Patriots | Shaq Mason           | OL    | Georgia Tech        | ACC            |  |
|  | 4*   | 132    | San Francisco 49ers  | DeAndre Smelter      | WR    | Georgia Tech        | ACC            |  |
|  | 4*   | 133    | Denver Broncos       | Max Garcia           | OL    | Florida             | SEC            |  |
|  | 4*   | 134    | Seattle Seahawks     | Mark Glowinski       | OG    | West Virginia       | Big 12         |  |
|  | 4*   | 135    | Cincinnati Bengals   | Marcus Hardison      | DL    | Arizona State       | Pac-12         |  |
|  | 4*   | 136    | Baltimore Ravens     | Tray Walker          | CB    | Texas Southern      | SWAC           |  |
|  | 5    | 137    | Atlanta Falcons      | Grady Jarrett        | NT    | Clemson             | ACC            |  |
|  | 5    | 138    | Tennessee Titans     | David Cobb           | RB    | Minnesota           | Big Ten        |  |
|  | 5    | 139    | Jacksonville Jaguars | Rashad Greene        | WR    | Florida State       | ACC            |  |
|  | 5    | 140    | Oakland Raiders      | Ben Heeney           | ILB   | Kansas              | Big 12         |  |
|  | 5    | 141    | Washington Redskins  | Martrell Spaight     | OLB   | Arkansas            | SEC            |  |
|  | 5    | 142    | Chicago Bears        | Adrian Amos          | FS    | Penn State          | Big Ten        |  |
|  | 5    | 143    | Minnesota Vikings    | MyCole Pruitt        | TE    | Southern Illinois   | MVFC           |  |
|  | 5    | 144    | New York Giants      | Mykkele Thompson     | S     | Texas               | Big 12         |  |
|  | 5    | 145    | Miami Dolphins       | Bobby McCain         | CB    | Memphis             | The American   |  |
|  | 5    | 146    | Minnesota Vikings    | Stefon Diggs         | WR    | Maryland            | Big Ten        |  |
|  | 5    | 147    | Green Bay Packers    | Brett Hundley        | QB    | UCLA                | Pac-12         |  |
|  | 5    | 148    | New Orleans Saints   | Davis Tull           | OLB   | Chattanooga         | SoCon          |  |
|  | 5    | 149    | Miami Dolphins       | Jay Ajayi            | RB    | Boise State         | MWC            |  |
|  | 5    | 150    | Miami Dolphins       | Cedric Thompson      | FS    | Minnesota           | Big Ten        |  |
|  | 5    | 151    | Indianapolis Colts   | David Parry          | NT    | Stanford            | Pac-12         |  |
|  | 5    | 152    | New York Jets        | Jarvis Harrison      | G     | Texas A&M           | SEC            |  |
|  | 5    | 153    | San Diego Chargers   | Kyle Emanuel         | OLB   | North Dakota State  | MVFC           |  |
|  | 5    | 154    | New Orleans Saints   | Tyeler Davison       | DT    | Fresno State        | MWC            |  |
|  | 5    | 155    | Buffalo Bills        | Karlos Williams      | RB    | Florida State       | ACC            |  |
|  | 5    | 156    | Miami Dolphins       | Tony Lippett         | WR    | Michigan State      | Big Ten        |  |
|  | 5    | 157    | Cincinnati Bengals   | C.J. Uzomah          | TE    | Auburn              | SEC            |  |
|  | 5    | 158    | Arizona Cardinals    | Shaquille Riddick    | DE    | West Virginia       | Big 12         |  |
|  | 5    | 159    | Arizona Cardinals    | J.J. Nelson          | WR    | UAB                 | C-USA          |  |
|  | 5    | 160    | Pittsburgh Steelers  | Jesse James          | TE    | Penn State          | Big Ten        |  |
|  | 5    | 161    | Oakland Raiders      | Nelron Bell          | LB    | Florida             | SEC            |  |
|  | 5    | 162    | Tampa Bay Buccaneers | Kenny Bell           | WR    | Nebraska            | Big Ten        |  |
|  | 5    | 163    | Dallas Cowboys       | Ryan Russell         | DL    | Purdue              | Big Ten        |  |
|  | 5    | 164    | Denver Broncos       | Lorenzo Doss         | CB    | Tulane              | The American   |  |
|  | 5    | 165    | San Francisco 49ers  | Bradley Pinion       | P     | Clemson             | ACC            |  |
|  | 5    | 166    | New England Patriots | Joe Cardona          | LS    | Navy                | Ind.           |  |
|  | 5    | 167    | New Orleans Saints   | Damian Swann         | CB    | Georgia             | SEC            |  |
|  | 5    | 168    | Detroit Lions        | Michael Burton       | FB    | Rutgers             | Big Ten        |  |
|  | 5*   | 169    | Carolina Panthers    | David Mayo           | LB    | Texas State         | Sun Belt       |  |
|  | 5*   | 170    | Seattle Seahawks     | Tye Smith            | CB    | Towson              | CAA            |  |
|  | 5*   | 171    | Baltimore Ravens     | Nick Boyle           | TE    | Delaware            | CAA            |  |
|  | 5*   | 172    | Kansas City Chiefs   | D.J. Alexander       | OLB   | Oregon State        | Pac-12         |  |
|  | 5*   | 173    | Kansas City Chiefs   | James O'Shaughnessy  | TE    | Illinois State      | MVFC           |  |
|  | 5*   | 174    | Carolina Panthers    | Cameron Artis-Payne  | RB    | Auburn              | SEC            |  |
|  | 5*   | 175    | Houston Texans       | Keith Mumphery       | WR    | Michigan State      | Big Ten        |  |
|  | 5*   | 176    | Baltimore Ravens     | Robert Myers         | G     | Tennessee State     | OVC            |  |
|  | 6    | 177    | Tennessee Titans     | Deiontrez Mount      | OLB   | Louisville          | ACC            |  |
|  | 6    | 178    | New England Patriots | Matthew Wells        | LB    | Mississippi State   | SEC            |  |
|  | 6    | 179    | Oakland Raiders      | Max Valles           | OLB   | Virginia            | ACC            |  |
|  | 6    | 180    | Jacksonville Jaguars | Michael Bennett      | DT    | Ohio State          | Big Ten        |  |
|  | 6    | 181    | Washington Redskins  | Kyshoen Jarrett      | SS    | Virginia Tech       | ACC            |  |
|  | 6    | 182    | Washington Redskins  | Tevin Mitchel        | CB    | Arkansas            | SEC            |  |
|  | 6    | 183    | Chicago Bears        | Tayo Fabuluje        | OT    | TCU                 | Big 12         |  |
|  | 6    | 184    | Tampa Bay Buccaneers | Kaelin Clay          | WR    | Utah                | Pac-12         |  |
|  | 6    | 185    | Minnesota Vikings    | Tyrus Thompson       | OT    | Oklahoma            | Big 12         |  |
|  | 6    | 186    | New York Giants      | Geremy Davis         | WR    | Connecticut         | The American   |  |
|  | 6    | 187    | Washington Redskins  | Evan Spencer         | WR    | Ohio State          | Big Ten        |  |
|  | 6    | 188    | Buffalo Bills        | Tony Steward         | OLB   | Clemson             | ACC            |  |
|  | 6    | 189    | Cleveland Browns     | Charles Gaines       | CB    | Louisville          | ACC            |  |
|  | 6    | 190    | San Francisco 49ers  | Ian Silberman        | G     | Boston College      | ACC            |  |
|  | 6    | 191    | Philadelphia Eagles  | JaCorey Shepherd     | CB    | Kansas              | Big 12         |  |
|  | 6    | 192    | San Diego Chargers   | Darius Philon        | DT    | Arkansas            | SEC            |  |
|  | 6    | 193    | Minnesota Vikings    | B.J. Dubose          | DE    | Louisville          | ACC            |  |
|  | 6    | 194    | Buffalo Bills        | Nick O'Leary         | TE    | Florida State       | ACC            |  |
|  | 6    | 195    | Cleveland Browns     | Malcolm Johnson      | TE    | Mississippi State   | SEC            |  |
|  | 6    | 196    | Philadelphia Eagles  | Randall Evans        | CB    | Kansas State        | Big 12         |  |
|  | 6    | 197    | Cincinnati Bengals   | Derron Smith         | FS    | Fresno State        | MWC            |  |
|  | 6    | 198    | Cleveland Browns     | Randall Telfer       | TE    | USC                 | Pac-12         |  |
|  | 6    | 199    | Pittsburgh Steelers  | Leterrius Walton     | DT    | Central Michigan    | MAC            |  |
|  | 6    | 200    | Detroit Lions        | Quandre Diggs        | CB    | Texas               | Big 12         |  |
|  | 6    | 201    | St. Louis Rams       | Bud Sasser           | WR    | Missouri            | SEC            |  |
|  | 6    | 202    | New England Patriots | A.J. Derby           | TE    | Arkansas            | SEC            |  |
|  | 6    | 203    | Denver Broncos       | Darius Kilgo         | NT    | Maryland            | Big Ten        |  |
|  | 6    | 204    | Baltimore Ravens     | Darren Waller        | WR    | Georgia Tech        | ACC            |  |
|  | 6    | 205    | Indianapolis Colts   | Josh Robinson        | RB    | Mississippi State   | SEC            |  |
|  | 6    | 206    | Green Bay Packers    | Aaron Ripkowski      | FB    | Oklahoma            | Big 12         |  |
|  | 6    | 207    | Indianapolis Colts   | Amarlo Herrera       | ILB   | Georgia             | SEC            |  |
|  | 6    | 208    | Tennessee Titans     | Andy Gallik          | C     | Boston College      | ACC            |  |
|  | 6*   | 209    | Seattle Seahawks     | Obum Gwacham         | DE    | Oregon State        | Pac-12         |  |
|  | 6*   | 210    | Green Bay Packers    | Christian Ringo      | DE    | Louisiana-Lafayette | Sun Belt       |  |
|  | 6*   | 211    | Houston Texans       | Reshard Cliett       | OLB   | USF                 | The American   |  |
|  | 6*   | 212    | Pittsburgh Steelers  | Anthony Chickillo    | DE    | Miami (FL)          | ACC            |  |
|  | 6*   | 213    | Green Bay Packers    | Kennard Backman      | TE    | UAB                 | C-USA          |  |
|  | 6*   | 214    | Seattle Seahawks     | Kristjan Sokoli      | DT    | Buffalo             | MAC            |  |
|  | 6*   | 215    | St. Louis Rams       | Cody Wichmann        | G     | Fresno State        | MWC            |  |
|  | 6*   | 216    | Houston Texans       | Christian Covington  | DT    | Rice                | C-USA          |  |
|  | 6*   | 217    | Kansas City Chiefs   | Rakeem Nunez-Roches  | DT    | Southern Miss       | C-USA          |  |
|  | 7    | 218    | Oakland Raiders      | Anthony Morris       | OL    | Tennessee State     | OVC            |  |
|  | 7    | 219    | Cleveland Browns     | Hayes Pullard        | ILB   | USC                 | Pac-12         |  |
|  | 7    | 220    | Jacksonville Jaguars | Neal Sterling        | WR    | Monmouth            | Big South      |  |
|  | 7    | 221    | Oakland Raiders      | Andre Debose         | WR    | Florida             | SEC            |  |
|  | 7    | 222    | Washington Redskins  | Austin Reiter        | C     | USF                 | The American   |  |
|  | 7    | 223    | New York Jets        | Deon Simon           | NT    | Northwestern State  | Southland      |  |
|  | 7    | 224    | St. Louis Rams       | Bryce Hager          | ILB   | Baylor              | Big 12         |  |
|  | 7    | 225    | Atlanta Falcons      | Jake Rodgers         | OT    | Eastern Washington  | Big Sky        |  |
|  | 7    | 226    | New York Giants      | Bobby Hart           | OT    | Florida State       | ACC            |  |
|  | 7    | 227    | St. Louis Rams       | Martin Ifedi         | DE    | Memphis             | The American   |  |
|  | 7    | 228    | Minnesota Vikings    | Austin Shepherd      | OT    | Alabama             | SEC            |  |
|  | 7    | 229    | Jacksonville Jaguars | Ben Koyack           | TE    | Notre Dame          | Ind.           |  |
|  | 7    | 230    | New Orleans Saints   | Marcus Murphy        | RB    | Missouri            | SEC            |  |
|  | 7    | 231    | Tampa Bay Buccaneers | Joey Iosefa          | FB    | Hawaii              | MWC            |  |
|  | 7    | 232    | Minnesota Vikings    | Edmond Robinson      | OLB   | Newberry            | N/A            |  |
|  | 7    | 233    | Kansas City Chiefs   | Da'Ron Brown         | WR    | Northern Illinois   | MAC            |  |
|  | 7    | 234    | Buffalo Bills        | Dezmin Lewis         | WR    | Central Arkansas    | Southland      |  |
|  | 7    | 235    | Houston Texans       | Kenny Hilliard       | RB    | LSU                 | SEC            |  |
|  | 7    | 236    | Dallas Cowboys       | Mark Nzeocha         | OLB   | Wyoming             | MWC            |  |
|  | 7    | 237    | Philadelphia Eagles  | Brian Mihalik        | DE    | Boston College      | ACC            |  |
|  | 7    | 238    | Cincinnati Bengals   | Mario Alford         | WR    | WVU                 | Big 12         |  |
|  | 7    | 239    | Pittsburgh Steelers  | Gerod Holliman       | FS    | Louisville          | ACC            |  |
|  | 7    | 240    | Detroit Lions        | Corey Robinson       | OT    | South Carolina      | SEC            |  |
|  | 7    | 241    | Cleveland Browns     | Ifo Ekpre-Olomu      | CB    | Oregon              | Pac-12         |  |
|  | 7    | 242    | Oakland Raiders      | Dexter McDonald      | CB    | Kansas              | Big 12         |  |
|  | 7    | 243    | Dallas Cowboys       | Laurence Gibson      | OT    | Virginia Tech       | ACC            |  |
|  | 7    | 244    | San Francisco 49ers  | Trent Brown          | OL    | Florida             | SEC            |  |
|  | 7    | 245    | Tennessee Titans     | Tre McBride          | WR    | William and Mary    | CAA            |  |
|  | 7    | 246    | Dallas Cowboys       | Geoff Swaim          | TE    | Texas               | Big 12         |  |
|  | 7    | 247    | New England Patriots | Darryl Roberts       | CB    | Marshall            | C-USA          |  |
|  | 7    | 248    | Seattle Seahawks     | Ryan Murphy          | DB    | Oregon State        | Pac-12         |  |
|  | 7    | 249    | Atlanta Falcons      | Akeem King           | DB    | San Jose State      | MWC            |  |
|  | 7*   | 250    | Denver Broncos       | Trevor Siemian       | QB    | Northwestern        | Big Ten        |  |
|  | 7*   | 251    | Denver Broncos       | Taurean Nixon        | DB    | Tulane              | The American   |  |
|  | 7*   | 252    | Denver Broncos       | Josh Furman          | DB    | Oklahoma State      | Big 12         |  |
|  | 7*   | 253    | New England Patriots | Xzavier Dickson      | OLB   | Alabama             | SEC            |  |
|  | 7*   | 254    | San Francisco 49ers  | Rory Anderson        | TE    | South Carolina      | SEC            |  |
|  | 7*   | 255    | Indianapolis Colts   | Denzell Goode        | OT    | Mars Hill           | N/A            |  |
|  | 7*   | 256    | Arizona Cardinals    | Gerald Christian     | TE    | Louisville          | ACC            |  |